# (4494) Marimo
(4494) Marimo – planetoida z pasa głównego asteroid okrążająca Słońce w ciągu 3 lat i 216 dni w średniej odległości 2,34 j.a. Odkryli ją Seiji Ueda i Hiroshi Kaneda 13 października 1988 roku. Nazwa planetoidy pochodzi od japońskiej nazwy gałęzatki kulistej – gatunku glonu występującego między innymi w jeziorze Akan na Hokkaido. Przed nadaniem nazwy planetoida nosiła oznaczenie tymczasowe (4494) 1988 TK1.